# Frank Fielding
Francis David Fielding (Blackburn, Inglaterra, 4 de abril de 1988) es un futbolista británico que juega de portero en el Stoke City F. C. de la de la EFL Championship de Inglaterra.
Comenzó su carrera en el Blackburn Rovers de la Premier League. En su estancia en el club fue cedido al Wycombe Wanderers, Northampton Town, Rochdale Association, Leeds United, Rochdale Association y Derby County, siendo contratado por este último en 2013 y en el que estuvo seis años hasta 2019.

## Selección nacional
Fielding representó a Inglaterra en las categorías sub-19 y sub-21.

## Clubes
| Club                                | País       | Año           |
| ----------------------------------- | ---------- | ------------- |
| Blackburn Rovers F. C.              | Inglaterra | 2007-2011     |
| Wycombe Wanderers F. C. (cesión)    | Inglaterra | 2007          |
| Northampton Town F. C. (cesión)     | Inglaterra | 2008          |
| Rochdale Association F. C. (cesión) | Inglaterra | 2009          |
| Leeds United F. C. (cesión)         | Inglaterra | 2009          |
| Rochdale Association F. C. (cesión) | Inglaterra | 2010          |
| Derby County F. C. (cesión)         | Inglaterra | 2010          |
| Derby County F. C. (cesión)         | Inglaterra | 2011-2013     |
| Bristol City F. C.                  | Inglaterra | 2013-2019     |
| Millwall F. C.                      | Inglaterra | 2019-2021     |
| Stoke City F. C.                    | Inglaterra | 2021-presente |
| Salford City F. C.                  | Inglaterra | 2022          |

## Palmarés

### Títulos nacionales
| Título                 | Club               | País       | Año     |
| ---------------------- | ------------------ | ---------- | ------- |
| Football League Trophy | Bristol City F. C. | Inglaterra | 2014-15 |
| Football League One    | Bristol City F. C. | Inglaterra | 2014-15 |